# Bouchrahil
Bouchrahil (în arabă بوشراحيل) este o comună din provincia Médéa, Algeria.
Populația comunei este de 11.633 de locuitori (2008).